# 大定縣
大定縣是贵州省原設的一個縣，1958年2月16日改名大方縣，與現在的大方縣的行政區域並不完全相同，尚包括納雍縣、金沙縣、黔西縣的部分區域。

## 歷史沿革[2]
明洪武四年(1371年)，順元宣撫使、八番順元沿邊宣慰使加雲南行省左丞靄翠歸附，改順元路為貴州宣撫司。次年，陞宣慰司，以靄翠為宣慰使，境內屬貴州宣慰司領地。天啟二年 (1622年)，貴州宣慰同知安邦彥挾宣慰使安位反明。崇禎三年(1630年)，安位降，改貴州宣慰司為水西宣慰司，安位為宣慰使，領12則溪，縣境為水西宣慰司親轄地。崇禎八年，安位歿，無子襲職，土目化沙、臥這、阿烏密等爭襲不成，獻地請設流官。貴州總督朱燮元遣副將方國安戍兵鎮守，改則溪為州。方國安築大方城，縣城始名大方。十年，罷州，恢復水西宣慰司及各則溪。
清初，縣境內仍為水西宣慰司親轄地，隸貴寧道貴州布政司。康熙三年(1664年)，宣慰使安坤反清；次年，安坤被吳三桂平定，吳三桂奏請改土歸流、設府治。五年，吏部批覆：大方城更名大定，以原木胯、火著、化各、架勒4則溪轄地設大定府。初隸平大黔威道，二十年，改隸貴西道。二十二年，復設水西宣慰司及阿武長官所。同年十一月改黔西府、平遠府為州，隸大定府。二十六年，改大定府為州，隸威寧府，貴西道移駐大定。康熙三十七年(1698年)，安勝祖死後無子嗣，遂廢水西宣慰司及阿武長官司，結束了土官統治。雍正八年(1730年)，恢復大定府，降威寧為州，與平遠州、黔西州、畢節縣同隸大定府。十一年，以原阿架、架勒2則溪地置水城廳，隸大定府。至此，大定府轄3州1廳1縣。
民國3年(1914年)，廢除府治，設大定縣，隸貴州省黔西道。民國4年(1915年)，劃縣境東部之紙廠、煤洞場下街歸黔西縣，劃黔西縣之鐵廠、松林等地入大定縣。民國24年，改隸貴州省第四督察專員公署。民國30年，增置納雍、金沙等縣，大定縣划出六、七兩個區，32個聯保歸納雍縣，安洛河以東5個聯保歸金沙縣。1949年後，隸屬畢節專員公署。1958年2月，經國務院批准，大定縣更名大方縣。